# ناثان ريتش
ناثان ريتش (بالإنجليزية: Nathan Rich) هو كاتب أمريكي، ولد في 13 فبراير 1982 في لوس أنجلوس في الولايات المتحدة.

## وصلات خارجية
- ناثان ريتش على موقع IMDb (الإنجليزية)